# Heklab
Heklabi so avtonomne tehnološke cone, ki jih najdemo v vseh večjih mestih zahodnega sveta. Njihovo ime prihaja iz angleških besed heker in laboratorij.
Njihova glavna dejavnost je omogočanje javnega dostopa do interneta, promocija emancipatoričnih računalniških tehnologij, kot so prosti programi in alternativni mediji, izobraževanja in zavzemanja za skupne politične akcije. Promovirajo predvsem aktivno participacijo in kreativno uporabo tehnologije v kontrastu z odtujitveno in pasivno potrošnjo, ki je pogosto povezana z računalniško tehnologijo.